# Xylothamia purpusii
Xylothamia purpusii là một loài thực vật có hoa trong họ Cúc. Loài này được (Brandegee) G.L.Nesom miêu tả khoa học đầu tiên năm 1990.